# SEIKO MATSUDA CONCERT TOUR 2006 bless you
『SEIKO MATSUDA CONCERT TOUR 2006 bless you』（セイコ・マツダ・コンサート・ツアー・2006・ブレス・ユー）は、松田聖子のライブ・ビデオ。2006年9月20日にDVD、2009年7月8日、Blu-ray Disc発売。発売元はSony Records。

## 解説
同年6月～7月に行われたコンサート・ツアーからツアー初日さいたまスーパーアリーナ公演の模様を収録したDVD及びBlu-ray Disc。
同年発売アルバム『bless you』からの楽曲を中心に披露した。

## 収録曲
1. Overture
2. Baby love
3. 挑戦して行こう!
4. 神様からのプレゼント
5. 眠れない夜
6. マイアミ午前5時
7. 秘密の花園
8. ボン・ボヤージュ
9. 赤いスイートピー
10. bless you
11. I'll fall in love
12. The time went by
13. Tears
14. あなたに逢いたくて〜Missing You〜
15. Bridge（I Want You So Bad!）
16. 時間の国のアリス
17. 天国のキッス
18. 青い珊瑚礁
19. 風は秋色
20. レモネードの夏
21. 制服
22. チェリーブラッサム
23. 夏の扉
24. Rock'n Rouge
25. 20th Party
26. Only My Love